# Conus praecellens
Conus praecellens е вид охлюв от семейство Conidae. Видът не е застрашен от изчезване.

## Разпространение и местообитание
Разпространен е във Вануату, Индия, Индонезия, Кения, Коморски острови, Мадагаскар, Мозамбик, Нова Каледония, Папуа Нова Гвинея, Реюнион, Сейшели, Соломонови острови, Сомалия, Тайланд, Танзания, Филипини и Япония.
Обитава океани и морета. Среща се на дълбочина от 38 до 75 m, при температура на водата от 25,9 до 27,6 °C и соленост 34,2 – 34,5 ‰.